# 고랍국
고랍국(古臘國)은 고대 한반도에 존재했던 국가이다. 마한의 54소국 중의 하나로 목지국을 맹주로 삼았던 연맹체였다. 고랍국이 있었던 위치는 분명하지 않으며, 백제 때 고룡군이라 불렀던 전북특별자치도 남원이라는 설이 있다.